# Avtonomija
Avtonomíja (grško Auto-Nomos - nomos pomeni »zakon«: ki si sam/a določa svoj zakon) je pravica do samoupravljanja. Ta koncept najdemo v moralni, politični in bioetični filozofiji. Označuje možnost razumnega posameznika, da informirano in brez prisile sprejema odločitve. V moralni in politični filozofiji se avtonomija pogosto uporablja kot osnova za določanje moralne odgovornosti za posameznikova dejanja. Eno najbolj znanih filozofskih teorij avtonomije je razvil Kant. V medicini je spoštovanje avtonomije pacientov pomemben cilj zdravnikov in drugih delavcev, ki pa je lahko v opoziciji z etičnim načelom dobrodelnosti. Politično pomeni avtonomija dodelitev (koncesijo) nekaterih funkcij s strani višjega organa nižjemu za vršitev določenih poslov; dodelitev avtonomije pomeni za nižji organ (v slučaju secesije tudi za narodnostno skupino) samoupravo.
V pravnem pomenu je avtonomija instrument, s katerim se manjšini, ki zatrjuje različno identiteto, dovoljuje, da izvaja direktno kontrolo nad zadevami, ki so zanjo posebnega pomena, in hkrati prepušča večji entiteti, da izvaja tista pooblastila, ki pokrivajo skupne interese. V zvezi z akademsko sceno se običajno govori o univerzitetni avtonomiji. Izraz je utemeljil Wilhelm von Humboldt, pomenil pa mu je svobodo profesorjev in študentov, da sami določajo predmet svojega akademskega interesa, medtem ko naj bi bila merila za izbor kadrov in univerzitetna zakonodaja v domeni države. Trditve, da bolonjski proces omejuje univerzitetno avtonomijo, so glede na to, da se bolonja sklicuje na humboldtovsko akademsko tradicijo (gl. Humboldtovska univerza), vprašljive.